# Gentianella anisodonta
Gentianella anisodonta is een plant die voorkomt in de Alpen en de Apennijnen.
De plant is te herkennen door zijn vertakte bloeiwijze en blauwviolette bloemen met lange franjeharen rond de keel en ongelijke, aan de randen gewimperde kelktanden.

## Naamgeving enetymologie
- Synoniemen: Gentiana antecedens Wettst.
- Frans: Gentiane à dents inégales
- Duits: Dolomiten-Enzian, Ungleichzähniger Enzian
- Italiaans: Genzianella con denti diseguali, genzianella delle Dolomiti

De botanische naam Gentianella verwijst naar Gentiana, het zustergeslacht waar deze soort van afgesplitst is. De soortaanduiding anisodonta is afgeleid van het Oudgriekse ἄνισος, anisos (ongelijk) en ὀδούς, odous (tand).

## Kenmerken
Gentianella anisodonta is een overblijvende, kruidachtige plant, tot 30 cm hoog, met een vertakte, rechtopstaande, bebladerde bloemstengel en lancetvormige, kruisgewijs tegenoverstaande bladeren, met parallel lopende bladnerven.

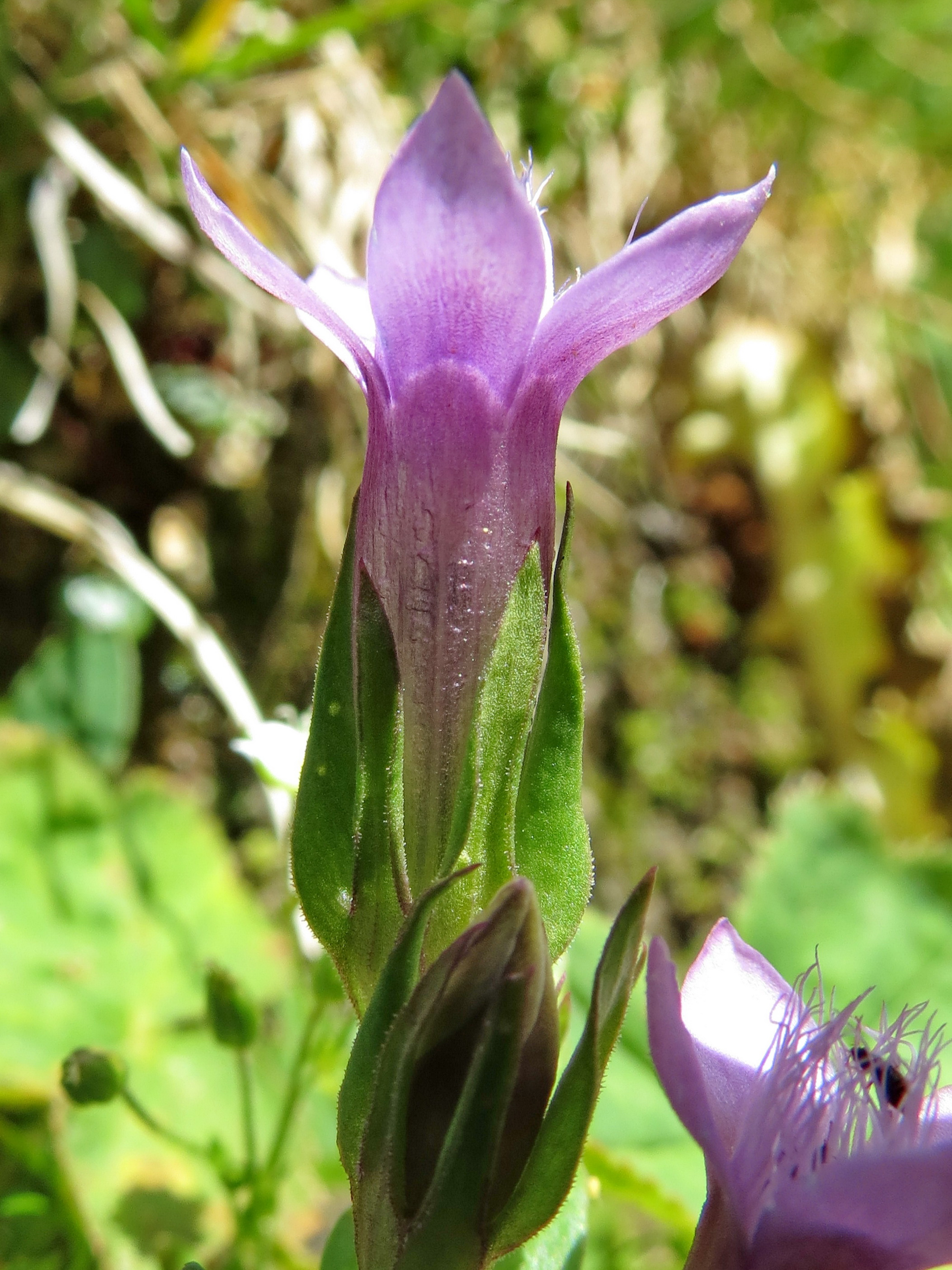
Detail bloem en kelk

De bloemen zijn okselstandig in de bovenste bladoksels van de stengel, soms met enkele bij elkaar. De kelk is korter dan de kroon, met een kelkbuis uitlopend in vijf lange, ongelijke, gekielde en op de randen gewimperde kelkblaadjes. De blauwviolette kroon is buisvormig met meestal vijf puntig driehoekige slippen, 21 tot 30 mm lang, met lange, eveneens blauwviolette franjeharen rond de keel.
De plant bloeit van juni tot oktober.

## Gelijkende en verwante soorten
Gentianella anisodonta kan van de gelijkende Duitse gentiaan (Gentianella germanica) onderscheiden worden door de lagere groeiwijze en de gewimperde kelktanden.

## Habitaten verspreiding
Gentianella anisodonta is vooral te vinden in graslanden tot op een hoogte van 2600 m. Ze komt voor in de zuidelijke Alpen en de Apennijnen.
... · 
G. amarella (Slanke gentiaan) · 
G. anisodonta · 
G. aspera · 
G. campestris (Veldgentiaan) · 
G. concinna · 
G. germanica (Duitse gentiaan) · 
...